# Kaandorp Zingt
Kaandorp zingt is een compilatiealbum van de cabaretière Brigitte Kaandorp. Het album werd op 2 september 2000 in Nederland uitgegeven. Dertien liedjes nam Kaandorp opnieuw op voor deze uitgave en drie nummers waren niet eerder uitgegeven.

## Nummers
1. "Leven zonder angst" (3:47)
2. "In jouw bolide" (4:18)
3. "Radiografisch bestuurbare zeilboot" (2:42)
4. "We staan samen sterk" (4:04), duet met Herman Finkers
5. "Dikke portemonnaie" (2:26)
6. "Station" (2:15)
7. "Kermis" (3:42)
8. "Ik ben een vakvrouw" (1:13)
9. "Annelies de Vries" (2:07)
10. "Brommer" (2:33)
11. "Rustige oude dag" (3:40)
12. "Hotel" (3:39)
13. "Koeien" (3:44)
14. "Sonja van Veen" (2:37)
15. "Rozen en borsten" (3:17)
16. "Accordeon" (2:28)
17. "Jan" (2:20)
18. "Februari" (4:41)
19. "Kom dan bij mij" (2:40)
20. "Vuurwerk en violen" (5:00)